# بیمارستان ۲۲ بهمن مسجدسلیمان
بیمارستان ۲۲ بهمن واقع در استان خوزستان، شهرستان مسجدسلیمان بیمارستانی است درمانی و وابسته به دانشگاه علوم پزشکی جندی شاپور اهواز و با ۳۵۰ تخت ثابت که در سال ۱۳۳۸ خورشیدی تأسیس گردید. نام قدیم این بیمارستان شیر وخورشید بود که بعد از انقلاب به ۲۲ بهمن تغییر نام پیدا کرد.
هم اکنون این بیمارستان دارای بخش‌های اورژانس، داخلی، اطفال، جراحی زنان و زایمان، جراحی عمومی، CCU، ICU، چشم، ENT، ارتوپدی، ارولوژی، قلب،  اتاق عمل،  پست پارتوم و دیگر واحدهای پاراکلینیکی و درمانگاهی می‌باشد.